# 1955
1955 (MCMLV) fon un any normal començat en dissabte.

## Esdeveniments
Països Catalans
- 10 de febrer - Monestir de Montserrat: Primer número de la revista Serra d'Or, encara com a portaveu del "Chor Montserratí".[1]
- 16 de juliol - Barcelona: S'inauguren els II Jocs Mediterranis, que se celebrarien del 16 al 25 de juliol.[2]
- 25 de setembre - Bagà: S'inaugura el Refugi de Rebost, un refugi de muntanya de la UEC, als vessants meridionals de la Tosa.[3]
- 21 d'octubre - Madrid (Espanya): el govern declara parc nacional Aigüestortes i l'estany de Sant Maurici (vall de Boí i vall d'Àneu).
- Barcelona: desapareix el diari Las Noticias, fundat per Rafael Roldós el 1896.

Resta del món
- 25 de març - l'Índia: el parlament declara il·legals les discriminacions de què en són víctimes els pàries.
- 15 d'abril -Des Plaines, Illinois (EUA): s'hi obre el primer restaurant McDonald's.[4]
- 15 de maig - Viena, Àustria: Es signa el Tractat de l'Estat Austríac, Àustria recupera la seva independència, després que el 12 de març de 1938, les tropes alemanyes d'Adolf Hitler ocuparen el país i formaria part de l'Alemanya del Tercer Reich.[5]
- 11 de juny - Le Mans (França): Durant les 24 Hores de Le Mans s'esdevé el pitjor accident d'automobilisme de la història: el desastre de Le Mans de 1955.
- 9 de juliol - Blankenberge (Bèlgica): Inauguració del port de plaer de Blankenberge.
- 26 d'octubre - Ngo Dinh Diem s'autodeclara president del Vietnam del Sud.

### Premis Nobel
| Camp                  | Guardonats                     |
| --------------------- | ------------------------------ |
| Física                | - Willis Lamb - Polykarp Kusch |
| Química               | - Vincent du Vigneaud          |
| Medicina o Fisiologia | - Hugo Theorell                |
| Literatura            | - Halldór Laxness              |
| Pau                   | No atorgat                     |

## Naixements
Països Catalans
- 4 de febrer - Masquefa: M. Carme Junyent, lingüista catalana (m. 2023).[6]
- 8 de febrer - Maó, Menorca: Cristina Rita Larrucea, historiadora, arqueòloga i política menorquina.[7]
- 22 de febrer - Barcelona: Rosa Vergés i Coma, directora de cinema.[8]
- 3 de març: 
  - Sueca, Ribera Baixa: Josep Franco i Martínez, escriptor, mestre i traductor valencià.
  - Barcelona: Ana Zelich, dissenyadora gràfica i directora creativa.[9]
- 16 de març - Barcelona: Maria Antònia Munar i Riutort, política mallorquina i doctora en Dret per la Universitat de les Illes Balears.[10]
- 31 de març - València: Vicent Boluda Fos, empresari valencià, president del Reial Madrid el 2009.
- 7 d'abril - Barcelona: Tortell Poltrona, pallasso català.
- 26 d'abril - Barcelona: Mercè Civit i Illa, diplomada en treball social i política catalana, ha estat diputada al Parlament de Catalunya.[11]
- 4 de juny - Barcelona: Teresa Giménez Barbat, escriptora i política espanyola.[12]
- 18 de juny - Porto, Portugal: Mísia, cantant portuguesa de fados.[13]
- 21 de juny - Torroella de Montgrí, Baix Empordà: Joan Massotkleiner, actor català de cinema, teatre i televisió.[cal citació]
- 30 de juny - Montpeller: Pascal Comelade, músic nord-català.[14]
- 12 de juliol - Molins de Rei: Carme Figueras , diplomada en físiques i política catalana.[15]
- 15 de juliol - Barcelonaː Maria Teresa Aragonès i Perales, política i diputada catalana.[16]
- 30 de juliol - Terrassa: Elisenda Fábregas, pianista i compositora catalana.[17]
- 3 d'agost - Botoșani: Renate Weber, advocada, jutgessa i activista romanesa pels drets humans; elegida eurodiputada el 2007.[18]
- 6 de setembre: Hostalric: Montserrat Casas Ametller, doctora en Ciències Físiques i rectora de la Universitat de les Balears (m. 2013).[19]
- 4 d'octubre - Castellseràs: Carme Valero Omedes, atleta catalana (m. 2024).[20]
- 1 de novembre - Menàrguens: Joan Barceló i Cullerés, escriptor català (m. 1980).
- 12 de novembre - Banyeres de Mariola, l'Alcoià: Vicent Berenguer i Micó, poeta valencià.
- 3 de desembre - Ripoll: Dolores Serrat Moré, política espanyola, inventora del «lapao».[21]
- 9 de desembre – Quart, Gironès: Miquel Pairolí i Sarrà, escriptor, crític literari i periodista català (m. 2011).[22]
- 24 de desembre - Barcelona: Maria Núria Buenaventura, mestra i política catalana, ha estat diputada al Congrés dels Diputats.[23]
- 25 de desembre - Barcelona: Elena O'Callaghan, mestra, pedagoga, filòloga, escriptora especialitzada en literatura infantil i juvenil.[24]
- 26 de desembre – Sabadell, Vallès Occidental: Sergi Mateu i Vives, actor català de teatre, cinema i televisió.
- 27 de desembre - Lleida: Miguel Gallardo, dibuixant i guionista de còmic català, i també dissenyador, publicista i il·lustrador, creador de Makoki (m. 2022).
- Barcelona: Marta Continente i Gonzalo, responsable de projectes smart cities de l'Àrea Metropolitana de Barcelona.
- Pollença: Miquel Cerdà Grau, escriptor.

Resta del món
- 1 de gener, Much Wenlock, Shropshire, Anglaterra: Mary Beard, catedràtica de clàssiques, intel·lectual i divulgadora britànica.[25]
- 15 de gener, Iznájar, Espanya: José Montilla i Aguilera, 128è President de la Generalitat de Catalunya.
- 15 de gener, Siraz: Shirazeh Houshiary, artista i escultora d'instal·lacions iraniana.[26]
- 17 de gener, Szolnok, Katalin Karikó, bioquímica hongaresa especialitzada en ARN missatger, bàsic per al vaccí COVID-19.[27]
- 2 de febrer, Pecos: Dwight E. Adams, forense
- 17 de febrer, Gaomi, Shandong (Xina): Mo Yan, novel·lista xinès, Premi Nobel de Literatura 2012.
- 18 de gener, Fernando Trueba: Fernando Trueba, escriptor i director de cinema espanyol.
- 24 de febrer, San Francisco, Estats Units: Steve Jobs, cofundador de la companyia tecnològica Apple Inc, de la companyia d'ordinadors NeXT i responsable dels estudis d'animació cinematogràfica Pixar. Màxim responsable de la creació, entre d'altres, dels reproductors iPod, dels mòbils iPhone i dels Tablet PC iPad.
- 1 de març, Guadalajara: Clara Sánchez, escriptora i professora espanyola.[28]
- 12 de març: 
  - Gaspard Musabyimana, escriptor ruandès resident a Bèlgica
  - Suzhou, Anhui (Xina): Wang Yang, polític xinès, un dels quatre vice-Primers Ministres del Govern xinès (2017-)[29]
- 15 de març, Camp de Jabalia (Palestina)ː Jamila Abdallah Taha al-Shanti, política palestina i membre de Hamàs (m. 2023).[30]
- 17 de març, Banjul: Isatou Touray, activista feminista de Gàmbia, ha estat ministra de Salut i Vicepresidenta del país.[31]
- 22 de març, 1955 - Estocolm: Lena Olin, actriu sueca de teatre, cinema i televisió nominada als Emmy com a millor actriu.[32]
- 27 de març, Santiago de Compostel·la, Galícia: Mariano Rajoy Brey, president del govern espanyol i dirigent del Partit Popular.
- 30 de març, North Hollywood, Califòrnia: Rhonda Jo Petty, actriu porno estatunidenca membre de l'AVN Hall of Fame.[33]
- 1 d'abril, Estocolm, Suècia: Sebastian Öberg, compositor i violoncel·lista suec.[34]
- 5 d'abril - Nagoyaː Akira Toriyama, mangaka i dissenyador de personatges japonès, autor de Bola de Drac (m. 2024).
- 7 d'abril, Filadèlfia: Tim Cochran, matemàtic estatunidenc (m. 2014).
- 2 de maig, Reggio de Calàbria, Itàlia: Donatella Versace, dissenyadora de moda, empresària i actriu italiana, vicepresidenta del grup Versace.[35]
- 9 de maig, Estocolm: Anne-Sofie von Otter, mezzosoprano sueca, particularment famosa pels seus papers vocals masculins.
- 15 de maig, Madrid: El Gran Wyoming, humorista, presentador de televisió, actor, músic, escriptor, columnista i metge espanyol.
- 26 de maig, Hannover: Doris Dörrie, directora de cinema, productora i escriptora alemanya.[36]
- 30 de maig, Little Falls, Minnesota (EUA): Brian Kobilka, científic estatunidenc, Premi Nobel de Química de l'any 2012.[37]
- 4 de juny, Manjacaze, Gaza: Paulina Chiziane, escriptora moçambiquesa.[38]
- 15 de juny: 
  - Madrid: Beatriz Pécker, periodista espanyola vinculada als mitjans de comunicació públics a Espanya.[39]
  - Parísː Nicole Belloubet, jurista i política francesa que ocupa el càrrec de Ministra de Justicia des de 2017.[40]
- 27 de juny, Gennevilliers: Isabelle Adjani, actriu i cantant francesa.[41]
- 2 de juliol, Sittard (Països Baixos): Francine Houben, arquitecta holandesa.[42]
- 6 de juliol, Bhopal, Índia: Sheila Sri Prakash, arquitecta i urbanista, també ha treballat en el món de la dansa i de les arts.[43]
- 18 de juliol, Laval, França: Odile Decq, arquitecta i acadèmica francesa.[44]
- 20 de juliol, Ferrol, Galícia: Arsenio Fernández de Mesa y Díaz del Río, polític espanyol del PP.
- 21 de juliol, París: Véronique Tadjo, escriptora, poeta, novel·lista i artista de Costa d'Ivori.[45]
- 24 de juliol, Domfront, Oise, Picardia (França): Philippe Hurel, compositor francès.[46]
- 30 de juliol, Zumaya, Guipúscoa: Elena Irureta, actriu basca de teatre, cinema i televisió.[47]
- 1 d'agost, Ardecha: Bernadette Perrin-Riou, matemàtica francesa.[48]
- 2 d'agost, Sent Pardol de la Ribiera, Dordonya, França: Anne Lacaton, arquitecta francesa.[49]
- 21 d'agost, Ciutat de Mèxic: Sabina Berman, escriptora, dramaturga, directora de teatre i directora de cinema mexicana.[50]
- 23 d'agost, Portugalete: Mari Cruz Soriano, empresària, periodista, pianista, presentadora de televisió i locutora de ràdio basca.[51]
- 29 d'agost: 
  - Ourense: Chus Pato, escriptora, acadèmica i activista política gallega.[52]
  - San Diego, Califòrnia: Diamanda Galás, destacada soprano, compositora, pianista i artista avanguardista.[53]
- 1 de setembre: Matilde Pastora Asian González, inspectora d'hisenda i política espanyola, ha estat diputada al Congrés.[54]
- 8 de setembre, Zúric: Ursula Biemann, vídeoartista suissa.[55]
- 17 de setembre, Buenos Aires: Patricia Breccia, dibuixant i historietista argentina.[56]
- 21 de setembre, Legazpi, País Basc: Iñaki de Juana Chaos, activista socialista i independentista basc, militant d'ETA.
- 25 de setembre, Lisboa: Maria João Rodrigues, acadèmica i política portuguesa; ha estat ministra, assessora i eurodiputada.[57]
- 27 de setembre - Gualán: Thelma Aldana, advocada i notària guatemalenca, ha estat presidenta de la Cort Suprema de Justícia.[58]
- 29 de setembre, Mendota Heights, Minnesota: Ann Bancroft, exploradora, primera dona a arribar a peu al Pol Nord.[59]
- 6 d'octubre - Xangai (Xina): Wang Huning (en xinès 王沪宁),polític xinès, membre del Comitè Permanent del Politburó del Partit Comunista de la Xina (2017-).[60]
- 9 d'octubre, Grajewo, Polònia: Andrzej Szczytko, actor i director de teatre polonès.
- 28 d'octubre, Seattle, Estats Units: Bill Gates, empresari informàtic.[61]
- 6 de novembre, Ciutat de Mèxic: Hortensia Galeana Sánchez, científica mexicana especialitzada en l'àrea de la matemàtica.[62]
- 5 de desembre, Youxi (Xina): Cai Qi (xinès: 蔡奇), polític xinès, alcalde de Pequín (2016-2017) i Secretari del Partit Comunista de Pequín (2017-), membre del del Politburó del Partit Comunista de la Xina (2017-).[63]
- 7 de desembre, Amsterdam: Anne Fougeron, arquitecta, professora i autora francoestadounidenca.[64]
- 10 de novembre, Bradford, Anglaterra: Clare Higgins, actriu britànica.[65]
- 14 de novembre, Oulu, Finlàndia: Heidi Hautala, dirigent política ecologista finlandesa, Vicepresidenta del Parlament Europeu.[66]
- 17 de novembre, Bridgend, Gal·les del Sud: Amanda Levete, arquitecta britànica.[67]
- 4 de desembre, Jackson, Mississipi: Cassandra Wilson, cantant i compositora de jazz estatunidenca.[68]
- 20 de desembre, Hehlrath, Rin del Nord-Westfàlia, República Federal Alemanya: Martin Schulz, polític i llibreter alemany.
- 22 de desembre, Buenos Aires: Adriana Brodsky, actriu i vedette
- 26 de desembre, Montevideo, Uruguai: Esteban Klisich, compositor i pedagog uruguaià.
- 28 de desembre: 
  - Gârleni, Bacău, Romania: Magda Carneci, escriptora, historiadora de l'art, assagista i professora universitària romanesa.[69]
  - Changchun, Jilin (Xina): liu Xiaobo, polític xinès, Premi Nobel de la Pau de l'any 2010.
- Roma: Loretta Napoleoni, economista, escriptora, periodista i analista política experta en el finançament del terrorisme.
- Buenos Aires: Ana Rosenfeld, Advocada.
- Moscou: Aleksandr Sàvitx Brodski, arquitecte.

## Necrològiques
Països Catalans
- 16 de gener - Carabanchel, Madrid: Gustau Vila i Berguedà, Grapa, dibuixant i caricaturista català (n. 1893).
- 13 de febrer - Barcelona: Carmen Tórtola Valencia, ballarina i coreògrafa (n. 1882).[70]
- 7 de març - Barcelona: Lluís Carreras i Mas, clergue, escriptor, periodista català.
- 9 de març - Barcelona: Adelaida Ferré Gomis, folklorista, puntaire, mestra i historiadora barcelonina (n. 1881).[71]
- 3 de maig - Barcelona: Josep Maria Junoy i Muns, periodista, poeta i dibuixantcatalà (n. 1887).[72]
- 7 de juliol - Benimaclet, València: Carles Salvador i Gimeno, poeta, etnòleg i gramàtic valencià (n. 1893).
- 5 d'agost - Sabadell (Vallès Occidental): Magdalena Calonge i Panyella, practicant catalana de la teosofia (n. 1872).[73]
- 1 de setembre - Los Angeles: Georgina Jones, tennista estatunidenca que va competir al tombant del segle xix (n. 1882).[74]
- 25 de desembre - Barcelona: Fructuós Gelabert i Badiella, cineasta català (n. 1874).
- 29 de desembre - Sabadell: Francesc d'Assís Planas Doria, pintor català postimpressionista (n. 1879).[75]

Resta del món
- 31 de gener - Orlando, Florida (EUA): John Raleigh Mott, diplomàtic nord-americà, Premi Nobel de la Pau de 1946 (n. 1865).
- 23 de febrer - Hangzhou, Zhejiang (Xina): Shi Dongshan, pintor, actor, guionista i director de cinema xinès (n. 1902)
- 5 de març - Saràtov (Rússia): Antanas Merkys, polític lituà, president del país, després de ser deportat per la Unió Soviètica (n. 1887).
- 11 de març- Londres (Anglaterra): Alexander Fleming, descobridor de la penicil·lina i Premi Nobel de Medicina l'any 1944.
- 30 de març - Bharatpur, Índia: Ylla, fotògrafa hongaresa considerada la fotògrafa d'animals més competent del món (n. 1911).[cal citació]
- 8 d'abril, Linz: Enrica von Handel-Mazzetti, escriptora austríaca.[76]
- 17 d'abril, Palma: Coloma Rosselló Miralles, escriptora mallorquina.[77]
- 18 d'abril - Princeton (EUA): Albert Einstein, científic que va publicar la teoria de la relativitat (n. 1879).[78]
- 4 de maig - París, França: George Enescu, violinista, pianista, pedagog musical i director d'orquestra romanès (n. 1881).[79]
- 18 de maig - Daytona Beach (EUA): Mary McLeod Bethune, educadora, estadista i activista pels drets civils americana (n. 1875).[5]
- 19 de maig - Madrid: Concha Espina, escriptora espanyola.[80]
- juny: Eddie Pollack, músic de jazz
- 26 de maig, Circuit de Monza (Itàlia), Alberto Ascari, pilot de Fórmula 1 italià que va ésser campió mundial de la categoria (n. 1918).[81]
- 1 de juny, Noruega: Fredrik Melius Christiansen, violinista i compositor
- 29 de juny - Berlín, Alemanya: Max Pechstein, pintor expressionista i grafista alemany (m. 1955).[82]
- 23 de juliol - Washington DC (EUA): Cordell Hull, advocat i polític nord-americà, Premi Nobel de la Pau de 1945 (n. 1871).[83]
- 5 d'agost - Beverly Hills, Los Angeles, Estats Units: Carmen Miranda, cantant de samba i actriu brasilera nascuda a Portugal (n. 1909).[84]
- 12 d'agost:
  - - Zúric, Suïssa: Thomas Mann, novel·lista alemany, Premi Nobel de Literatura 1929 (n. 1875).[85]
  - - Buffalo, Nova York (EUA): James Batcheller Sumner, químic i bioquímic estatunidenc, Premi Nobel de Química de l'any 1946 (n. 1887).
- 13 d'agost, Nova York: Florence Easton, popular soprano dramàtica de la primera meitat del segle xx (n. 1882).[86]
- 2 de setembre, Huntington, EUA: Barbara McClintock, botànica i genetista, Premi Nobel de Medicina o Fisiologia 1983 (n. 1902).[87]
- 30 de setembre - Cholame (Califòrnia, EUA): James Dean, actor de cinema estatunidenc.
- 12 d'octubre - Lisboa (Portugal): Luís de Freitas Branco, compositor.
- 27 de novembre - 
  - París, França: Arthur Honegger, compositor franco-suís (n. 1892).[88]
  - Zúric, Suïssa: Emma Jung, psicoterapeuta i escriptora suïssa.[89]
- 13 de desembre - Lisboa (Portugal): António Egas Moniz, neuròleg portuguès, Premi Nobel de Medicina o Fisiologia de l'any 1949 (n. 1874).
- 17 de desembre, Inglewood, Califòrnia: Alice Constance Austin, arquitecta i dissenyadora autodidacta nord-americana (n. 1862).[90]
- 19 de desembre, Portland, Maine: Josephine Diebitsch Peary, exploradora àrtica i escriptora nord-americana (n. 1863).[91]